# Amener
L’amener est une danse à trois temps du XVIIe siècle. L'origine est sans doute celle du Branle de Poitou à mener, où un couple conduisait l'ensemble des danseurs.
Restent de rares amener dans les suites instrumentales d'Heinrich Biber (Harmonia artificioso-ariosa, suite III) et de Dietrich Becker (Musikalische Frühlings-Früchte, deux dernières œuvres) ainsi que dans celles pour clavecin de Johann Caspar Ferdinand Fischer (Musicalisches Blumen-Büschlein, suite IV). Il s'en trouve également dans les danses de théâtre chez Alessandro Poglietti et dans le recueil édité par Jules Écorcheville (Vingt suites d’orchestre, 1906).
La danse, d'un tempo modéré, se caractérise par des phrases de six mesures généralement regroupées par trois, ou bien quatre et deux mesures,. Elle n'est pas dansée en cercle, mais en ligne serpentine (comme le branle de Poitou à mener).
L'amener est discutée par Michael Prætorius et Pierre Rameau. Pour Paul Nettl, l'amener est une forme primitive du menuet, mais cette filiation est rejetée par Wolfgang Brunner.

## Sources
- Willi Apel, Harvard Dictionary of Music, Cambridge, 1974 (réimpr. 8e), 2e éd. (1re éd. 1944), xviii-935 (OCLC 1073721011), « Amener », p. 33.
- Peter Gammond et Denis Arnold (dir.) (trad. de l'anglais par Marie-Stella Pâris, Adaptation française par Alain Pâris), Dictionnaire encyclopédique de la musique : Université d'Oxford [« The New Oxford Companion to Music »], t. II : A à K, Paris, Éditions Robert Laffont, coll. « Bouquins », 1991 (1re éd. 1988), 1171 p. (ISBN 2-221-05654-X, OCLC 19339606, BNF 36632390), p. 69.
- (de) Wolfgang Brunner, « Branle », dans MGG Online, Bärenreiter et Metzler, 1995
- (en) « Amener  », dans Grove Music Online, Oxford University Press, 2001.